# Daman (huyện)
Huyện Daman là một huyện thuộc bang Daman and Diu, Ấn Độ. Thủ phủ huyện Daman đóng ở Daman. Huyện Daman có diện tích 72 ki lô mét vuông. Đến thời điểm năm 2001, huyện Daman có dân số 113949 người.